# Divisione di Bangalore
Bangalore è una divisione dello stato federato indiano di Karnataka, e ha come capoluogo Bangalore.
La divisione di Bangalore comprende i distretti di Bangalore (distretto urbano e distretto rurale), Chitradurga, Davanagere, Kolar, Shimoga e Tumkur.